# Illés
Illés – węgierska grupa beatowa, pochodząca z Budapesztu i działająca w latach 1957–1973. Często określana jako „węgierscy The Beatles” ze względu na popularność i okres działania.

## Historia zespołu
Illés powstał w roku 1957, jako rodzinna grupa, którą stworzyli bracia Lajos i Károly Illés. Nazwa zespołu pochodziła od ich nazwiska. Niektóre źródła podają jako początek rozpoczęcia regularnej działalności rok 1960.
Początkowo zespół wykonywał utwory wykonawców anglojęzycznych, np. The Shadows; pierwszym singlem stał się cover Long Tall Sally Little Richarda. Od roku 1965 tworzyli własne kompozycje, w których nawiązywali do twórczości The Beatles, Duane’a Eddy’ego oraz The Rolling Stones. Duży wpływ na piosenki zespołu miało też Radio Luxemburg.
Grupa zdobyła ogromną popularność na Węgrzech, np. w 1968 zdobyła 5 z 11 nagród w Táncdalfesztivál (Festiwalu piosenki tanecznej). Dwóch wokalistów zespołu: Levente Szörényi oraz János Bródy zdobyło później Nagrodę Kossutha.
Z zespołem współpracowała wokalistka Zsuzsa Koncz, dla której Bródy tworzył muzykę, wspólnie wystąpili też w filmie Ezek a fiatalok (Ach ci młodzi) w reżyserii Tamása Banovicha, do którego zespół nagrał też muzykę.
Illés nagrywał również piosenki po niemiecku i angielsku, a także koncertował w Europie Zachodniej oraz Wielkiej Brytanii. Po roku 1970 w Londynie muzycy udzielili kilku wywiadów brytyjskiej prasie, przez które narazili się węgierskim władzom.
Po rozpadzie Illés trzech muzyków ze składu (János Bródy i bracia Szörényi) założyło zespół Fonográf.
Illés reaktywował się kilkukrotnie na potrzeby koncertów, np. w roku 1981 wraz z grupą Fonográf wystąpił na koncercie w Budapeszcie, udokumentowanym w filmie „A Koncert” Kotlaya Gábora. W 1983 Levente Szörényi oraz János Bródy stworzyli też popularną rock-operę István, a király.

## Dyskografia
Płyty długogrające:
- Ezek a fiatalok (1967)
- Nehéz az út (1969)
- Illések és pofonok (1969)
- Human Rights (1971)
- Add a kezed (1972)
- Ne sírjatok, lányok (1973)

W latach 1964–1971 Illés wydał też kilkadziesiąt singli.

## Skład
Najważniejszy skład zespołu:
- Levente Szörényi – śpiew, gitara
- János Bródy – gitara, śpiew
- Szabolcs Szörényi – gitara basowa, śpiew
- Lajos Illés – fortepian, śpiew
- Zoltán Pásztory – perkusja